# Општина Михаешти (Олт)
Михаешти (рум. Mihăeşti) општина је у Румунији у округу Олт.
Oпштина се налази на надморској висини од 114 m.